# Tsai Ing-wen
Tsai Ing-Wen (chinês: 蔡英文, pinyin: Cài Yīngwén; Taipei, 31 de agosto de 1956) é uma política taiwanesa que serviu como presidente de Taiwan de 2016 até 2024, sendo a primeira mulher a ocupar o cargo no país. Tsai é a primeira presidente a ser de origem Hoklo, a primeira que não teve um cargo eletivo antes de ser presidente e, consequentemente, a primeira a ocupar o cargo presidencial sem ter servido anteriormente como prefeita de Taipei. Ela foi líder do Partido Democrático Progressista (PDP) até sua renúncia em novembro de 2022, foi candidata a presidência em 2012, 2016 e 2020, vencendo as duas últimas.

## Início de vida e carreira
Tsai Ing-wen nasceu em 31 de agosto de 1956 no distrito de Zhongshan em Taipei, Taiwan, sendo a mais nova de seus oito irmãos. Ela estudou Direito a desejo de seu pai, graduando-se, em 1978, na Faculdade de Direito da Universidade Nacional de Taiwan. Tsai, em seguida, adquiriu mestrado em Direito pela Universidade Cornell em 1980 e Ph.D. em Direito pela London School of Economics em 1984. Após o término de seus estudos retornou a Taiwan, onde lecionou Direito na Universidade de Soochow e na Universidade Nacional de Chengchi, ambas em Taipei.
Tsai foi nomeada e atuou na Comissão do Comércio Justo e Comissão de Direitos Autorais de Taiwan, serviu como consultora do Conselho de Assuntos do Continente e no Conselho de Segurança Nacional da República da China e liderou a equipe de elaboração do estatuto que rege as relações com Hong Kong e Macau (港澳關係條例).

## Ascensão na política
Em 2000, Tsai foi designada como presidente do Conselho de Assuntos do Continente. Confirmando a crença de que ela havia mantido relações próximas com a Pan-Verde, Tsai juntou-se ao Partido Democrático Progressista (PDP) em 2004. Ela foi posteriormente nomeada pelo PDP para ser candidata na eleição legislativa de 2004, sendo eleita como legisladora.
Em 26 de janeiro de 2006, foi nomeada para o cargo de vice-presidente do Legislativo Yuan, servindo simultaneamente como presidente da Comissão de Defesa do Consumidor de Taiwan.
Em 17 de maio de 2007, Tsai, juntamente com o resto do gabinete do, até então, primeiro-ministro Su Tseng-chang, demitiu-se para dar lugar a entrada do primeiro-ministro Chang Chun-hsiung e seu gabinete. Após o ocorrido, serviu como presidente da TaiMedBiologics, empresa de biotecnologia com sede em Taiwan, fazendo com que o partido Kuomintang acusasse Tsai de ter planejado sua deixa ao governo durante seu mandato de vice-presidente para, em seguida, assumir a empresa. Tsai foi posteriormente inocentada de todas as alegações.
Tsai assumiu a presidência do Partido Democrático Progressista em 19 de maio de 2008 após derrotar Koo Kwang-ming nas eleições do partido, sucedendo Frank Hsieh.

## Campanhas presidenciais

### Campanha de 2012
Em 11 de março de 2011, Tsai Ing-wen anunciou oficialmente que iria concorrer à nomeação presidencial do Partido Democrático Progressista. No mês seguinte Tsai se tornou a primeira candidata mulher a disputar a presidência em Taiwan, após ter derrotado o ex-premiê Su Tseng-chang por uma pequena margem de diferença de votos em uma pesquisa feita por telefone em todo o país (com mais de 15 000 amostras), que serviu como a disputa primária do partido.
Nas eleições para a presidência de Taiwan em 2012, Tsai concorreu contra o presidente titular Ma Ying-jeou, do Kuomintang e James Soong, do Primeiro Partido Popular na 5ª eleição direta do país, que foi realizada em 14 de janeiro de 2012. Ganhando 45% dos votos, ela reconheceu a derrota ao presidente Ma em uma conferência de imprensa internacional.
| Partido | Partido                          | Candidato    | Candidato       | Votos      | Porcentagem | Porcentagem |
| ------- | -------------------------------- | ------------ | --------------- | ---------- | ----------- | ----------- |
| Partido | Partido                          | Presidente   | Vice-presidente | Votos      | Porcentagem | Porcentagem |
|         | Kuomintang                       | Ma Ying-jeou | Wu Den-yih      | 6 891 139  | 51,60%      |             |
|         | Partido Democrático Progressista | Tsai Ing-wen | Su Jia-chyuan   | 6 093 578  | 45,63%      |             |
|         | Primeiro Partido Popular         | James Soong  | Lin Ruey-shiung | 369 588    | 2,77%       |             |
| Total   | Total                            | Total        | Total           | 13 354 305 | 100%        | 100%        |

### Campanha de 2016
Em 15 de fevereiro de 2015, Tsai se registrou oficialmente para a nomeação presidencial primária do Partido Democrático Progressista. Embora William Lai e Su Tseng-chang fossem vistos como prováveis adversários, Tsai foi a única candidata a concorrer nas primárias do PDP, assim sendo nomeada oficialmente pelo partido como candidata a presidência. Entre os meses de junho e setembro de 2015, Tsai viajou aos Estados Unidos e encontrou uma série de formuladores de políticas dos EUA, incluindo os senadores John McCain e Jack Reed. Em seu discurso abordando a diáspora taiwanesa na costa leste dos Estados Unidos, Tsai sinalizou a intenção de cooperar com a crescente coalizão de partidos menores nas eleições gerais de Taiwan. No dia 14 de novembro foi anunciado que Tsai havia escolhido Chen Chien-jen como companheiro de chapa para disputar a vice-presidência.
Em 16 de janeiro de 2016, Tsai vence a eleição presidencial, superando seu adversário Eric Chu, do Kuomintang, por uma margem de 25,04%. Tsai foi empossada como presidente no dia 20 de maio de 2016.
| Partido | Partido                          | Candidato      | Candidato       | Votos      | Porcentagem | Porcentagem |
| ------- | -------------------------------- | -------------- | --------------- | ---------- | ----------- | ----------- |
| Partido | Partido                          | Presidente     | Vice-presidente | Votos      | Porcentagem | Porcentagem |
|         | Partido Democrático Progressista | 'Tsai Ing-wen' | Chen Chien-jen  | 6 894 744  | 56,12%      |             |
|         | Kuomintang                       | Eric Chu       | Wang Ju-hsuan   | 3 813 365  | 31,04%      |             |
|         | Primeiro Partido Popular         | James Soong    | Hsu Hsin-ying   | 1 576 861  | 12,84%      |             |
| Total   | Total                            | Total          | Total           | 12 284 970 | 100%        | 100%        |